# Andrij Martynjuk
Andrij Andrijowytsch Martynjuk (ukrainisch Андрій Андрійович Мартинюк, international nach englischer Umschrift Andriy Martynyuk; * 23. September 1990) ist ein ukrainischer Hammerwerfer.

## Karriere
Andrij Martynjuk nahm bei den Leichtathletik-Jugendweltmeisterschaften 2007 im tschechischen Ostrava erstmals an einem bedeutenderen internationalen Wettbewerb teil, den er mit erzielten 76,09 m (5-kg-Hammer) als Erstplatzierter beendete.
Nachdem sich Martynjuk ein Jahr später bei den Leichtathletik-Juniorenweltmeisterschaften 2008 in Bydgoszcz, Polen, mit 72,26 m (6-kg-Hammer) nur auf dem neunten Platz positionieren konnte, verhalfen ihm geworfene 79,54 m (6-kg-Hammer) bei den Leichtathletik-Junioreneuropameisterschaften 2009 im serbischen Novi Sad zum Gewinn der Goldmedaille.
2010 schleuderte Martynjuk den Hammer beim Winterwurf-Europacup in Arles, Frankreich, 70,54 m weit, was ihm Rang zwei einbrachte, ehe er sich beim Winterwurf-Europacup 2011 in der bulgarischen Hauptstadt Sofia mit 71,10 m als Dritter erneut auf das Siegertreppchen begab. Nur kurz darauf wurde Martynjuk bei den Leichtathletik-U23-Europameisterschaften 2011 in Ostrava, Tschechien, mit 71,47 m Siebter.
Beim Winterwurf-Europacup 2012 im montenegrinischen Bar mit 71,37 m auf Platz zwei erfolgreich, schied Martynjuk bei den anschließenden Leichtathletik-Europameisterschaften in Helsinki mit 71,69 m bereits in der Qualifikation aus.
Nach einem Sieg beim Winterwurf-Europacup 2014 in Leiria, Portugal (71,83 m), sowie beim Wurf-Europacup 2016 in Arad, Rumänien (69,77 m), ging Martynjuk bei den Leichtathletik-Europameisterschaften 2016 in Amsterdam leer aus, wo 72,37 m seiner Teilnahme schon im Vorausscheid ein Ende setzten. Noch drei Wochen zuvor hatte sich Martynjuk mit 74,90 m in Luzk als Ukrainischer Meister feiern lassen können.
2017 errang Martynjuk beim Wurf-Europacup im spanischen Las Palmas de Gran Canaria einen weiteren Europacuptriumph – er gewann mit 70,46 m.